# Lasbela (Distrikt)
Der Distrikt Lasbela (Urdu ضلع لسبیلہ) ist ein Verwaltungsdistrikt in Pakistan in der Provinz Belutschistan. Sitz der Distriktverwaltung ist die Stadt Uthal.
Der Distrikt hat eine Fläche von 12.574 km² und nach der Volkszählung von 2017 574.292 Einwohner. Die Bevölkerungsdichte beträgt 46 Einwohner/km².

## Geografie
Der Distrikt befindet sich an der Südosten der Provinz Belutschistan und grenzt östlich an die Provinz Sindh und an die Millionenstadt Karatschi. Er kann unterteilt werden in Schwemmebene und Hügelland, das eine maximale Höhe von 1494 m erreicht. An der Küste befindet sich Miani Hor, eine etwa 363 km² große, 60 km lange und 4 bis 5 km breite sumpfige Lagune, in die die beiden Flüsse Porali und Windor einmünden. Die Lagune mit Umgebung wurde am 10. Mai 2001 als Ramsar-Gebiet ausgezeichnet.

## Klima
Das Wetter im Distrikt Lasbela ähnelt dem von Karatschi. Im Mai und Juni ist es sehr heiß und es wird kalt in den Monaten Dezember und Januar. Die Regenzeit ist meistens in den Monaten Juli und August.
|                       | Jan | Feb | Mär | Apr | Mai | Jun | Jul | Aug | Sep | Okt | Nov | Dez |   |      |
| Mittl. Tagesmax. (°C) | 24  | 29  | 37  | 39  | 40  | 40  | 39  | 36  | 39  | 38  | 34  | 27  | ⌀ | 35,2 |
| Mittl. Tagesmin. (°C) | 7   | 7   | 15  | 20  | 25  | 28  | 27  | 25  | 24  |     | 13  | 12  | ⌀ | 49   |

| 7 |

| 7 |

| 15 |

| 20 |

| 25 |

| 28 |

| 27 |

| 25 |

| 24 |

|  |

| 13 |

| 12 |

| 7 |

| 7 |

| 15 |

| 20 |

| 25 |

| 28 |

| 27 |

| 25 |

| 24 |

|  |

| 13 |

| 12 |

## Geschichte
Alexander der Große durchquerte Lasbela mit seinem Heer im Jahr 325/326 v. Chr. auf dem Rückweg von Indien. Nach Alexanders Tod fiel der Osten seines Reichs mit Lasbela an seinen General Seleukos Nikator. Mit der Expansion des Islam kam das Gebiet von Lasbela etwa im 8./9. Jahrhundert n. Chr. unter die Oberhoheit muslimischer Herrscher. Lasbela war von 1742 bis 1955 ein Fürstenstaat und blieb dies auch während seiner Zugehörigkeit zu Britisch-Indien, die von 1889 bis 1947 dauerte. Im unabhängigen Pakistan wurde Lasbela zunächst ein Distrikt in der Division Kalat. Im Dezember 1960 kam es zur Division Karatschi. Nach der Föderalisierung Pakistans wurde Lasbela ein Distrikt in der 1970 gegründeten Provinz Belutschistan.

## Verwaltungsgliederung
Der Distrikt ist administrativ in fünf Tehsils unterteilt (Bela, Dureji, Hub, Uthal, Sonmiani).

## Demografie
Laut der Volkszählung von 1998 waren 98,33 % der Gesamtbevölkerung Muslime, 1,37 % Hindus und 0,14 % Christen. Die Hauptsprachen sind Belutschisch (65 %) und Sindhi (24 %). Die wichtigsten ethnischen Gruppen sind die Belutschen und die Lasis, von denen letztere den Lasi-Dialekt des Sindhi sprechen.
Zwischen 1998 und 2017 wuchs die Bevölkerung um jährlich 3,24 % und damit sehr schnell. Von der Bevölkerung leben ca. 33 % in städtischen Regionen und ca. 67 % in ländlichen Regionen. In 93.165 Haushalten leben 299.299 Männer, 274.985 Frauen und 8 Transgender, woraus sich ein Geschlechterverhältnis von 108,8 Männer pro 100 Frauen ergibt und damit einen für Pakistan häufigen Männerüberschuss.
Die Alphabetisierungsrate in den Jahren 2014/15 bei der Bevölkerung ab 10 Jahren liegt bei 42 % (Frauen: 31 %, Männer: 52 %).
| Jahr | Einwohnerzahl |
| ---- | ------------- |
| 1998 | 312.695       |
| 2017 | 574.292       |

## Wirtschaft
Wirtschaftlich wird der Distrikt vor allem von der Landwirtschaft dominiert, in dem die meisten Arbeitskräfte beschäftigt sind.
Wichtige Mineralvorkommen im Distrikt sind Blei, Zink, Mangan, Chromit, Serpentin und Ocker.